# Capitol Punishment
WWE Capitol Punishment was een professioneel worstel-pay-per-view (PPV) evenement dat georganiseerd werd door de Amerikaanse worstelorganisatie WWE voor hun Raw en SmackDown. Dit evenement vond plaats in de Verizon Center in Washington D.C. op 19 juni 2011. In 2012, werd dit evenement vervangen door No Way Out en in 2013 door Payback.

## Matches
| Nr.                                                                          | Match                                                                                                   | Winnaar(s)           | Bron  |
| ---------------------------------------------------------------------------- | --- | -------------------- | ----- |
| 1                                                                            | Kofi Kingston (c) vs. Dolph Ziggler in een een-op-een match voor het WWE U.S. Championship              | Dolph Ziggler (nc)   | [ 2 ] |
| 2                                                                            | The Miz vs. Alex Riley in een een-op-een match                                                          | Alex Riley           | [ 2 ] |
| 3                                                                            | Big Show vs. Alberto Del Rio in een een-op-een match                                                    | Alberto Del Rio      | [ 2 ] |
| 4                                                                            | Wade Barrett (c) vs. Ezekiel Jackson in een een-op-een match voor het WWE Intercontinental Championship | Ezekiel Jackson (nc) | [ 2 ] |
| 5                                                                            | Rey Mysterio vs. CM Punk in een een-op-een match                                                        | CM Punk              | [ 2 ] |
| 6                                                                            | Randy Orton (c) vs. Christian in een een-op-een match voor het World Heavyweight Championship           | Randy Orton (c)      | [ 2 ] |
| 7                                                                            | Jack Swagger vs. Evan Bourne in een een-op-een match                                                    | Evan Bourne          | [ 2 ] |
| 8                                                                            | John Cena (c) vs. R-Truth in een een-op-een match voor het WWE Championship                             | John Cena (c)        | [ 2 ] |
| (c) huidige kampioen voor en na de match \| (nc) nieuwe kampioen na de match | |                      | [ 2 ] |